# Xperia

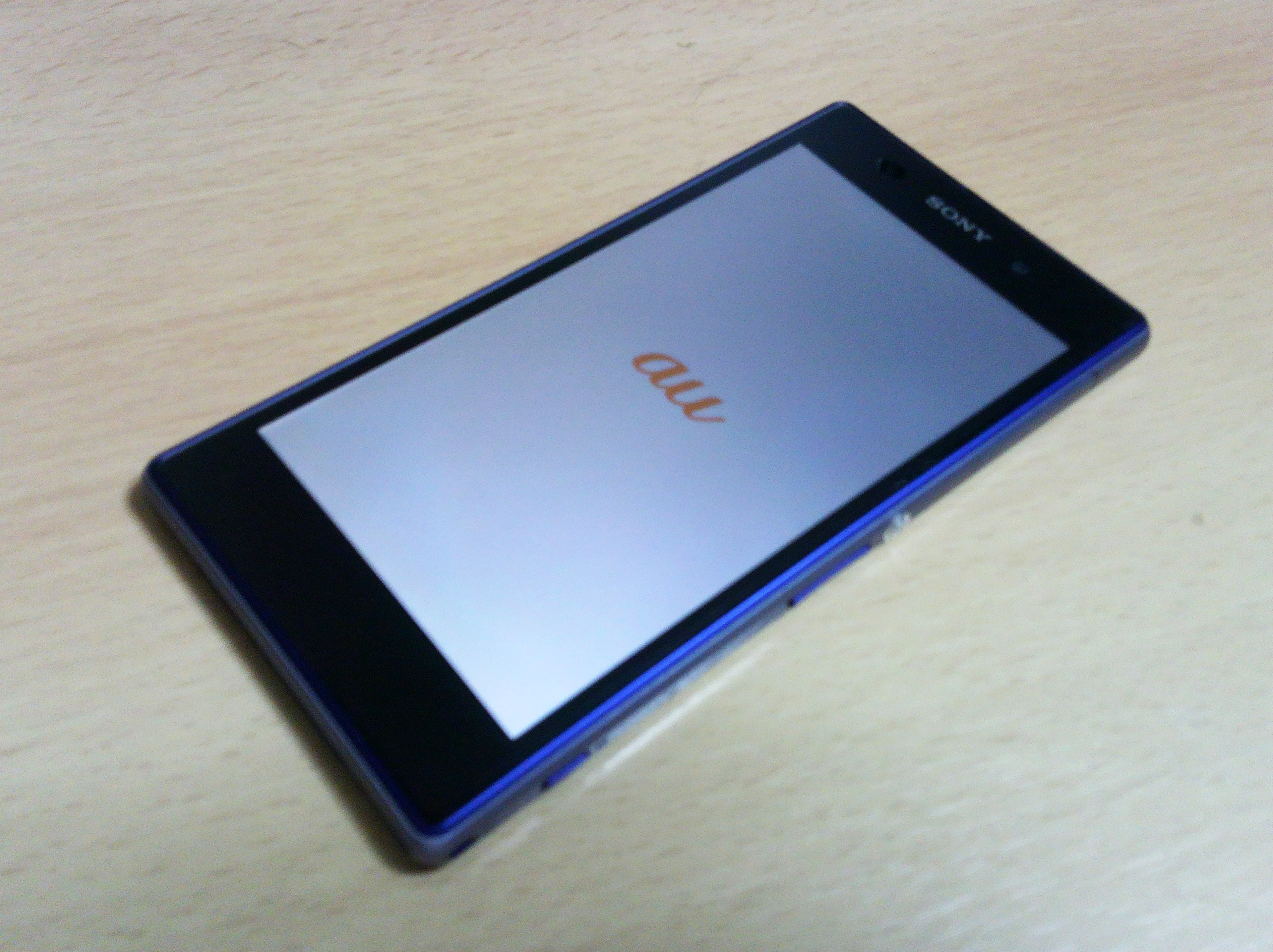
O smartphone mais vendido da Sony é o Xperia Z1.

Xperia é a linha de smartphones da antiga Sony Ericsson, agora Sony Mobile. As linhas M, E1 e E Dual do Xperia são as que apresentam um hardware mais modesto, com preços menores. Já as linhas L, M2, SP, J, P, T, C, podem ser considerados de médios à 'bons' smartphones, com um ótimo hardware, câmera, memória, etc. e que atenderão a praticamente todo tipo de usuário, a preços acessíveis. A que se destaca é a linha Z do Xperia, principalmente Z1, Z2, Z3, Z3+ e Z5 que são os smartphones top/premium da Sony, com hardware poderoso, a prova d'água, poeira, riscos, quedas, com tela full HD, fazem gravação em 4K, 3D, etc; e que consequentemente são mais caros. Os smartphones Xperia costumeiramente são apontados por muitos sites como os smartphones que têm os designs mais bonitos e arrojados do mercado atual, superando todos os seus concorrentes neste quesito. Feitos com bordas de alumínio e vidro temperado, passam uma sensação de segurança e firmeza ao usuário. Os lançamentos high-end da Sony foram Xperia Z5 e Xperia Z5 premium.
Atualmente, o celular mais recente da Sony Mobile, é o monstruoso Xperia XZ3. Contando com quase 400 mil pontos no AnTuTu benchmark, 6GB RAM, 64GB de Memória interna (expansível até 400GB via cartão SD), câmera 19MP com filmagem em 4K HDR, processador de 8 núcleos cada um com 2.2 GHz, tela de 6 Polegadas 2K+ e Android 9 Pie. A linha XZ da Sony Mobile é conhecida pela praticidade do sistema, fotos com maior resolução que dos seus concorrentes, e capacidade de processamento mais rápido. (ainda não disponível no Brasil, somente importação).